# Rivellia munda
Rivellia munda är en tvåvingeart som beskrevs av Osamu Namba 1956. Rivellia munda ingår i släktet Rivellia och familjen bredmunsflugor. Inga underarter finns listade i Catalogue of Life.